# Hebbagodi
Hebbagodi é uma vila no distrito de Bangalore, no estado indiano de Karnataka.

## Demografia
Segundo o censo de 2001, Hebbagodi tinha uma população de 12 395 habitantes. Os indivíduos do sexo masculino constituem 60% da população e os do sexo feminino 40%. Hebbagodi tem uma taxa de literacia de 78%, superior à média nacional de 59,5%: a literacia no sexo masculino é de 84% e no sexo feminino é de 69%. Em Hebbagodi, 12% da população está abaixo dos 6 anos de idade.